# قرة قاتش (سميرم)
قرة قاتش هي قرية في مقاطعة سميرم، إيران. يقدر عدد سكانها بـ 394 نسمة بحسب إحصاء 2016.